# Charles Antoine Hippolyte Jordan
Pour les articles homonymes, voir Jordan.
Charles Antoine Hippolyte Jordan est un haut-fonctionnaire français né à Avallon le 6 septembre 1790, et mort dans la même ville le 9 novembre 1840.

## Biographie
Charles Antoine Hippolyte Jordan est le fils de Jean-François Marie Jordan (1754-1829), écuyer, maître à la chambre des comptes de Dijon en 1776, et de Marie-Anne Victoire Guillaume de Sermizelles (1759-1844), fille de Barthélémy Guillaume de Sermizelles (1728-1818), capitaine au régiment d'Artois.
Il commence sa carrière dans l'administration comme auditeur au Conseil d’État, attaché au ministère des Affaires extérieures, secrétaire de Légation puis secrétaire général de préfecture à Marseille en 1811. Entre 1811 et 1813 il est le secrétaire de Christophe de Chabrol de Crouzol, son parent, quand il est nommé intendant général des provinces illyriennes. Après le chute du Premier Empire, il est nommé en 1815 conseiller de préfecture à Lyon quand Chabrol était préfet du Rhône. Chabrol est révoqué le 3 décembre 1817 après des troubles réprimés durement. Il devient Secrétaire général du Doubs le 6 septembre 1820, puis sous-préfet de Bayonne le 8 janvier 1823 pendant l'expédition d'Espagne. Quand Chabrol de Clouzol devient ministre de la Marine il est nommé préfet du Haut-Rhin le 1er septembre 1824. Il est installé le 20 octobre. Il le reste jusqu'au 24 août 1829. Il est ensuite nommé préfet d’Ille-et-Vilaine (le 24 août 1829 quand Chabrol entra dans le ministère Jules de Polignac comme ministre des Finances. Au départ de Jordan de Colmar, en 1829, hommage fut rendu à la douceur de son administration par le journal Le Courrier du Bas-Rhin après l'annonce de son successeur à ce poste, François Jacques Locard. Il est révoqué après les Trois Glorieuses et cesse ses fonctions le 2 août 1830.